# Râul Valea Prăvalelor
Râul Valea Prăvalelor este un afluent al râului Grohotișul. 

## Hărți
- Harta județului Brașov